# Жабокрыт
Жабокрыт (болг. Жабокрът) — село в Болгарии. Находится в Кюстендилской области, входит в общину Кюстендил. Население составляет 698 человек.

## Политическая ситуация
В местном кметстве Жабокрыт, в состав которого входит Жабокрыт, должность кмета (старосты) исполняет Десислава Йорданова Стоянова (Политическое движение социал-демократов (ПДСД)) по результатам выборов.
Кмет (мэр) общины Кюстендил — Петыр Георгиев Паунов (коалиция в составе 3 партий: Демократы за сильную Болгарию (ДСБ), Союз демократических сил (СДС), АТАКА) по результатам выборов.